# Sampiero Corso

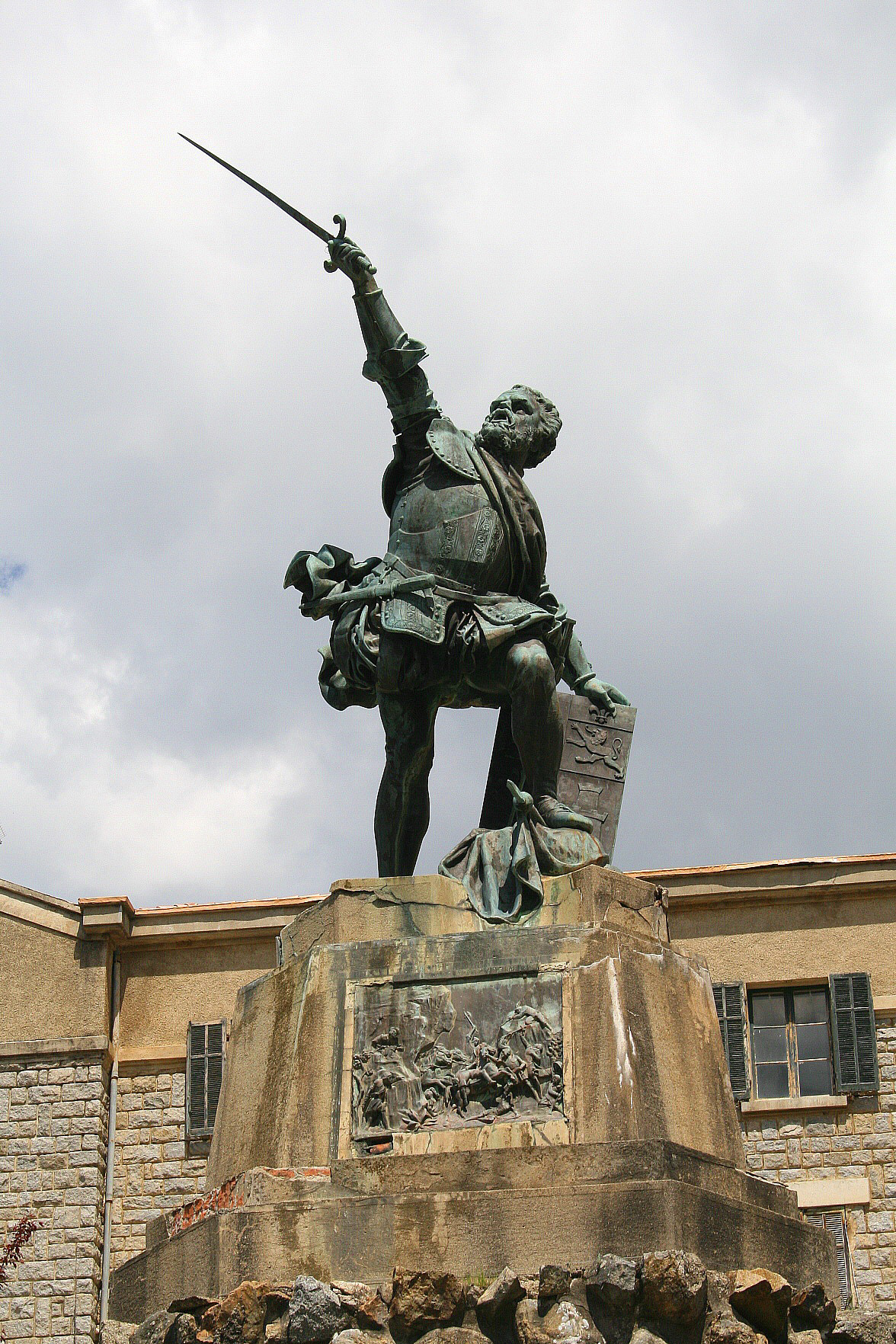
Monumento a Sampiero Corso en Bastelica

Sampiero Corso (Bastelica, 1498 - 1567) fue un líder militar corso, de gran importancia para la historia de la isla en el siglo XVI.
Nació en la localidad de Bastelica. De origen humilde, se enroló como soldado al servicio de los Médici y posteriormente de la Corona francesa después de que Juan de Médici pasase al servicio de ese reino.
Fue nombrado coronel de las tropas mercenarias corsas por el rey Francisco I de Francia. En 1545 se casó con la dama corsa Vannina d'Ornano (de 15 años, cuando él ya tenía 47). Fue una de las cabezas destacables del partido francés en la isla; de esta forma, consiguió en 1553 el desembarco de tropas francesas y turcas en la isla y que muchos nobles se unieran a su lado contra los genoveses, pero, sin embargo, los franceses no pudieron conservar la isla, que en el tratado de Cateau-Cambresis va a volver a manos genovesas.
Sampiero fue nombrado posteriormente gobernador de Aix-en-Provence, y luego embajador de Francia en Turquía. En 1564 desembarca con un pequeño destacamento en su isla natal y provoca una sublevación general en toda la isla, contra el dominio genovés, que contaban con el apoyo de la Monarquía Hispánica. Finalmente a pesar del éxito inicial de la rebelión, fue asesinado por un grupo de mercenarios corsos, entre los que se encontraban los hermanos de su mujer, a la que había matado por sus tratos con los genoveses.